# 跳水

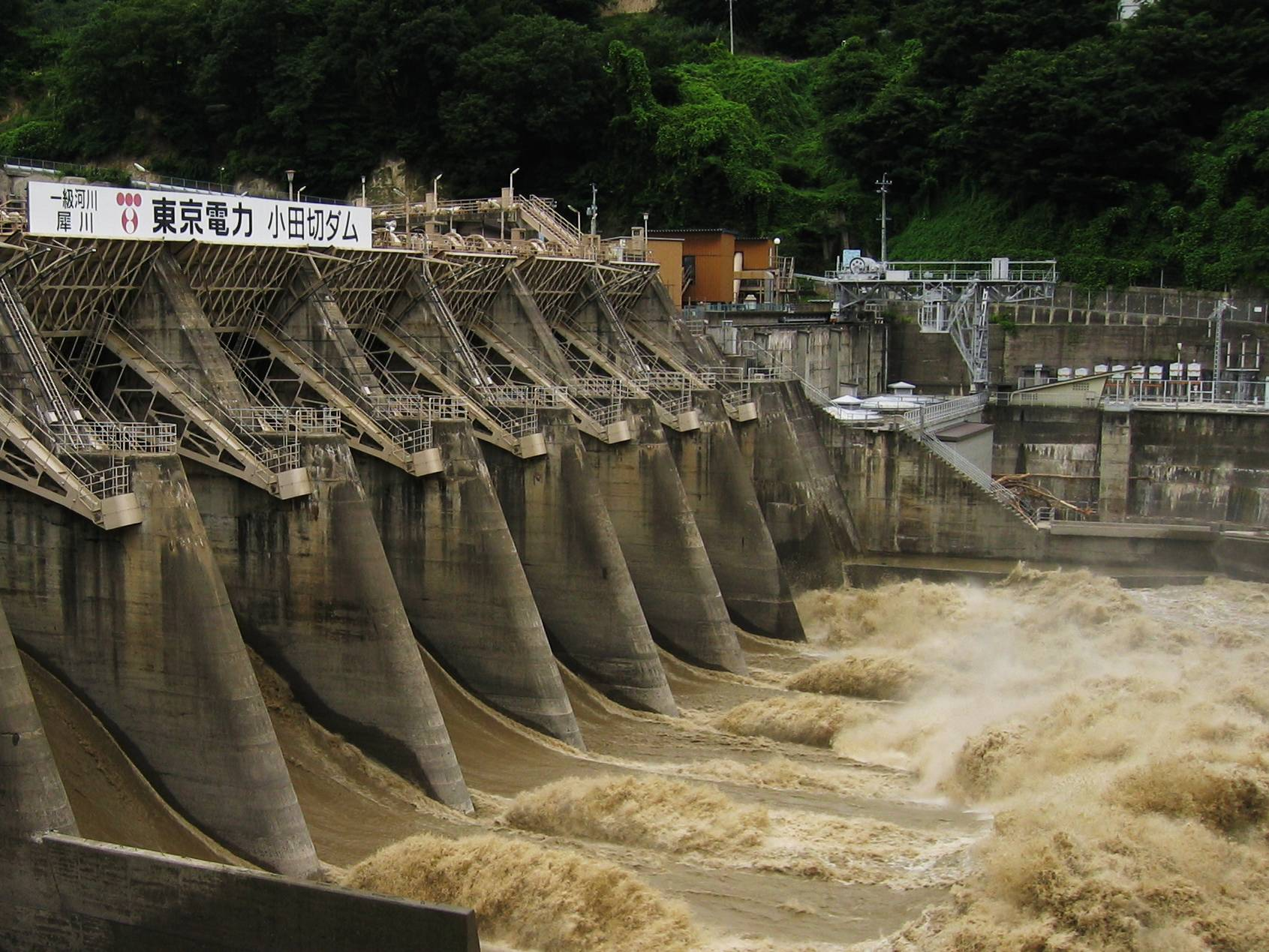
ダム放流の跳水

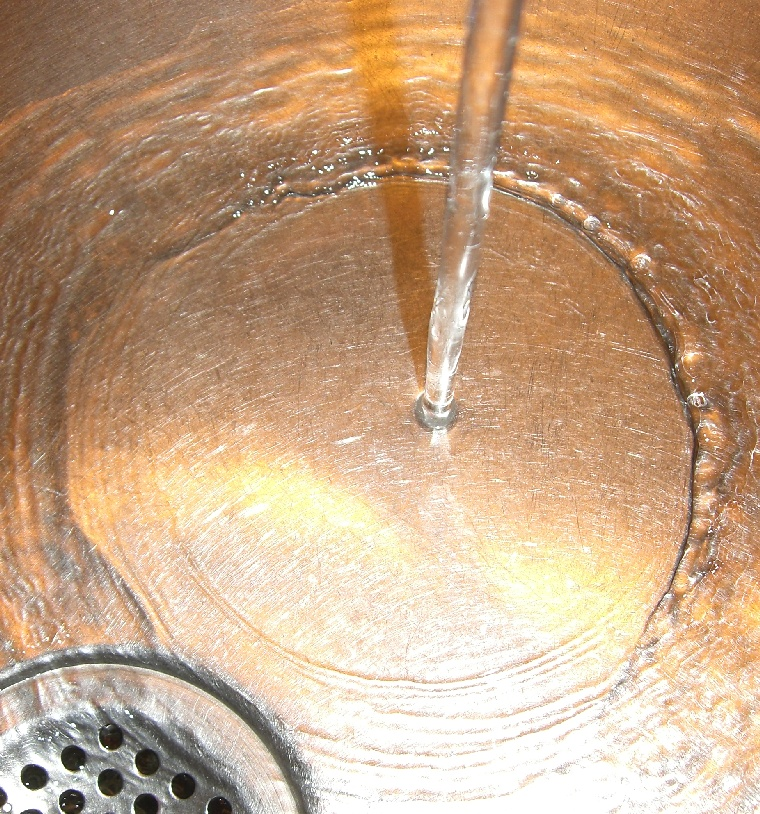
流し台の跳水

跳水（ちょうすい、英: hydraulic jump）とは、開水路流れにおいて、射流から常流に変わるときに、流れの速度が減少し、水位が急激に増大する現象である。

## 現象
開水路流れでは、波の速度c は水深h によってc = √(gh) で与えられ、水深h が小さいほど遅い。速度の大きい射流では下流の勾配変化などの情報は圧力波として上流へ伝わることがないが、速度が落ちて常流に変化するとき、情報が伝わるようになり流れが不連続的に変化することになる。
流れの不連続性という意味ではこれは衝撃波に似ているが、理論的にはこの現象はマッハ数の代わりにフルード数Fr に支配され、Fr = 1 のときに跳水が起こる。この類似性については圧縮性流れ#水類似も参照のこと。
跳水が起こると、そこで大きな渦運動が発生するため、エネルギーが失われる。

## 研究史
16世紀にレオナルド・ダ・ヴィンチは、後に跳水として知られることになる現象を初めて記した。1819年、イタリアの数学者ジョルジオ・ビドーネから始まって、多くの研究者は跳水が起こる原因を説明しようと努めてきた。しかし、これまでの説明や方程式は全て、引力を主たる力としてきた。ところが2017年から翌18年にかけて、ケンブリッジ大学学生ラジェシュ・Ｋ・バガトとそのチームは、引力は跳水と関係がないことを発見した。言い換えれば、その背後にある主たる力は表面張力と粘度なのであった。

### バガトらの研究の詳細
引力の可能性を外すために、バガトとそのチームは簡単な実験を行った。彼らは水平な平面に噴き出る水を当て、単純な跳水を起こした。その際、彼らはこの面を垂直、45度、水平と様々な方向に傾けた（水平のときは、噴流が天井になる面に当たるようにした）。結果、いずれの場合も跳水は同じ地点で起きた。つまり、射流の層はどの方向に面が向いていても、同じ大きさだった。
その他に関与している可能性のある力を調べるため、研究者たちは水に似た表面張力を持つが水の1000倍も粘度があるアルコールの一種グリセロールと混合することによって、水流粘度を変化させた。彼らはまた、ドデシル・ベンゼン・スルホン酸ナトリウムという一般的な洗剤成分を混合することにより、粘度を一定に保ちながら、表面張力を減少させた。最後に水とプロパノールを混合することで粘度と表面張力を共に変化させ、純水より粘度は25％高く、表面張力は3倍弱い溶液を作製し、表面張力や粘度と跳水現象の関係について実験を行った。
こうして各々の力の影響を分離することによって、研究者たちは表面張力を低下させると跳水の半径や面積は増加するが、粘度の場合はその逆になる、という結果を得た。水に関する限り、主たる原因は表面張力なのだが、このことはダ・ヴィンチや彼以降他の多くの人々に議論されたにもかかわらず、これまで認識されてこなかった。バガトらの研究は長年にわたって明らかにされていなかった跳水現象の原因を突き止めた。

## 利用例
跳水現象において最も重要なのは、跳ねる前にできる薄い射流の層の方が、厚い常流の層よりも伝わる力学的エネルギーがはるかに大きく、従ってより薄い部分ほど熱伝導率がよいので、この現象の正確な仕組みを理解することは、産業界でも家庭でも水利用の効率を向上させる可能性があることである。この理論は化学工学において既に利用されている。

### ダムへの利用
ダムから放流された水は大きなエネルギーを有しており、川底の土砂や岩石を根こそぎさらってしまう。そこで、水叩きと呼ばれる設備で跳水を起こし、水のエネルギーを奪うことで、川と流域へのダメージを抑えている。